# Фале (строение)

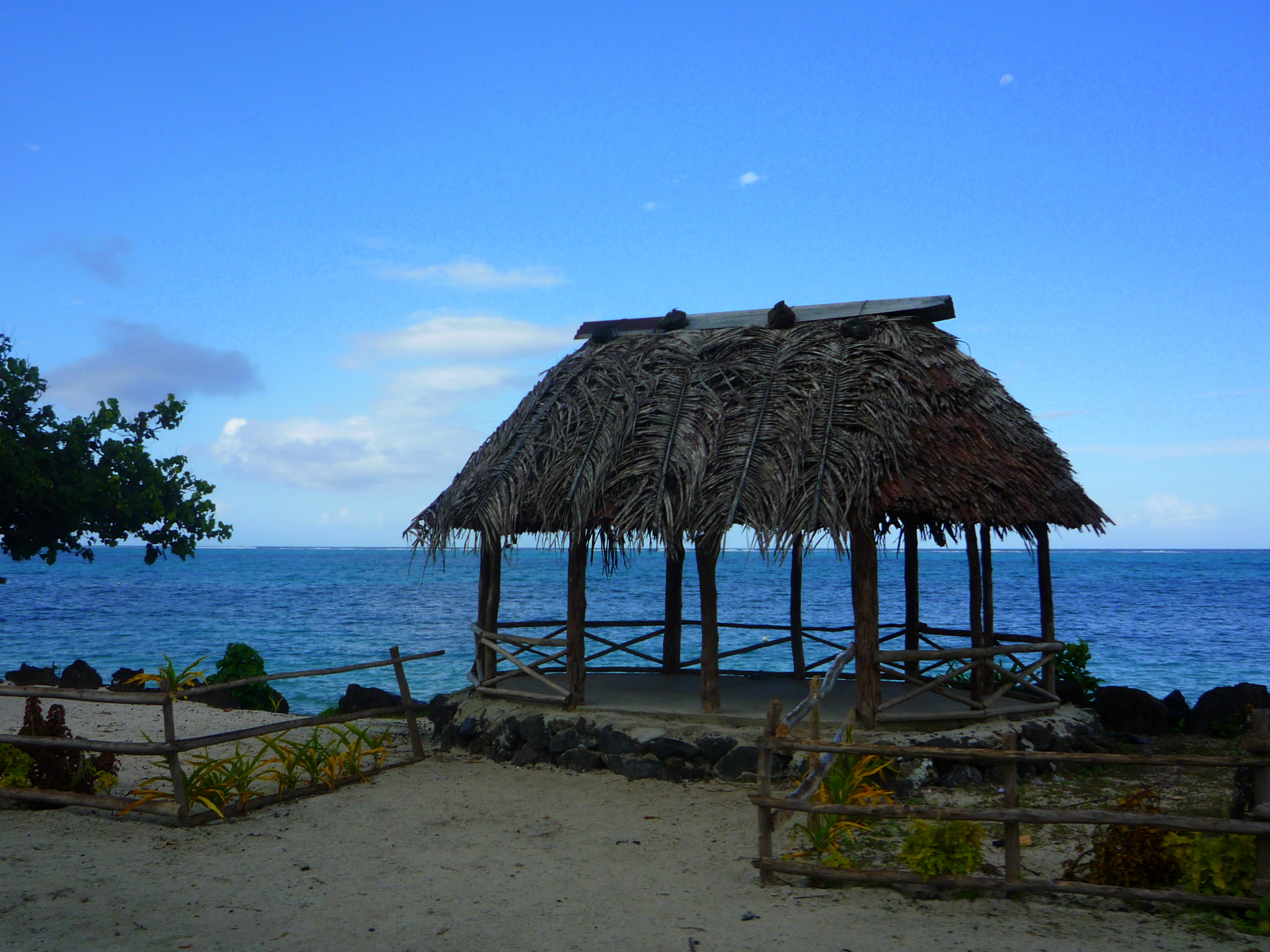
Самоанский пляжный домик — фале.

Фале (от самоан. fale — укрытие, хижина) — неизменный традиционный тип самоанского жилого и общественного дома, построенного из дерева без использования гвоздей, который стал символом национальной культурной самобытности.
Самоанским словом «фале» называются здания любого типа, например: большие общинные дома — «фале теле», располагавшиеся на платформах, открытые церемониальные площадки — «фале малае», дома богов — «фале аиту». Подобное слово используется и в других полинезийских языках, аналогично «whare» в языке маори. В самоанской архитектуре эти простые хижины называются «faleo’o» на самоанском языке.

## Виды
«Tufuga fau fale» (с самоан. — «Строители фале») — название старой гильдии строителей, которые занимались строительством фале. Типами фале (сооружений) были: хижина — «faleo» («фалео» — большое фале) и маленький домик — «faleo’o». Фале обычно было круглым, но в последнее время они также строятся овальными или прямоугольными в плане. Фалео служит местом важных встреч и обсуждений, вечеринок и церемоний. Faleo’o удлинён и менее богато украшен, служит жилым целям или как пляжный домик. Есть также просто разработанные фале как «вилла-кухня».
Традиционный самоанский дом покрывается соломенной крышей. Вся конструкция связывается верёвкой из кокосовой «шерсти». По сути, фале не имеют стен, только воздушные щиты из пальмовых листьев, называемые поло. Второй тип сооружения — основной — простая крытая несущая конструкция.
У жителей Самоа практически отсутствует понятие «частная жизнь», все работы жители деревень выполняют сообща, все праздники отмечают вместе. Большинство самоанцев живёт в традиционных овальных хижинах с крышей из листьев пандана или кокосовой пальмы, которая располагается на деревянных столбах без стен. Ночью и при плохой погоде проёмы между столбами завешивают циновками, в скатанном виде они хранятся под крышей (по её периметру). Пол выложен ровной крупной галькой. Теперь встречаются фале и с железной крышей.

### Большое фале
По сравнению с пляжным фале, крупным и представительным является «Фалео» или «фале теле» — большой традиционный самоанский дом, который служит домом для собраний или гостевым домом.

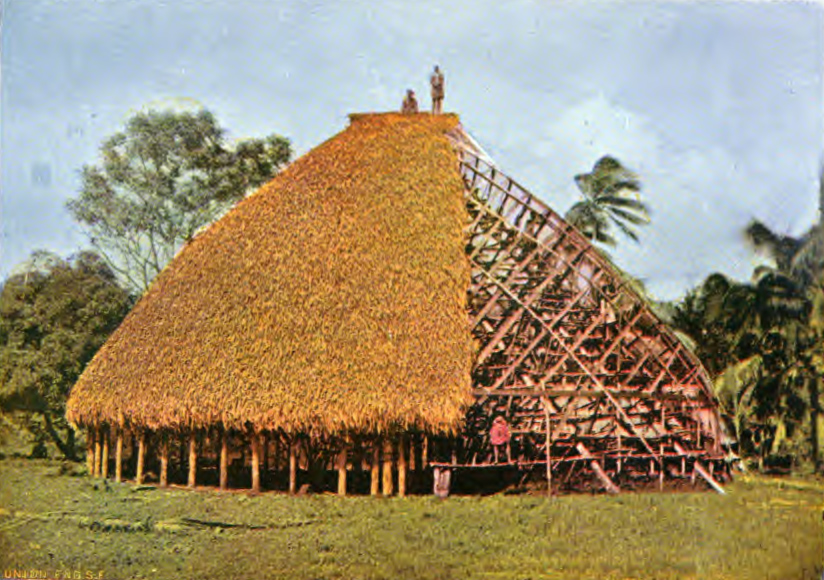
Конструкция большого фале
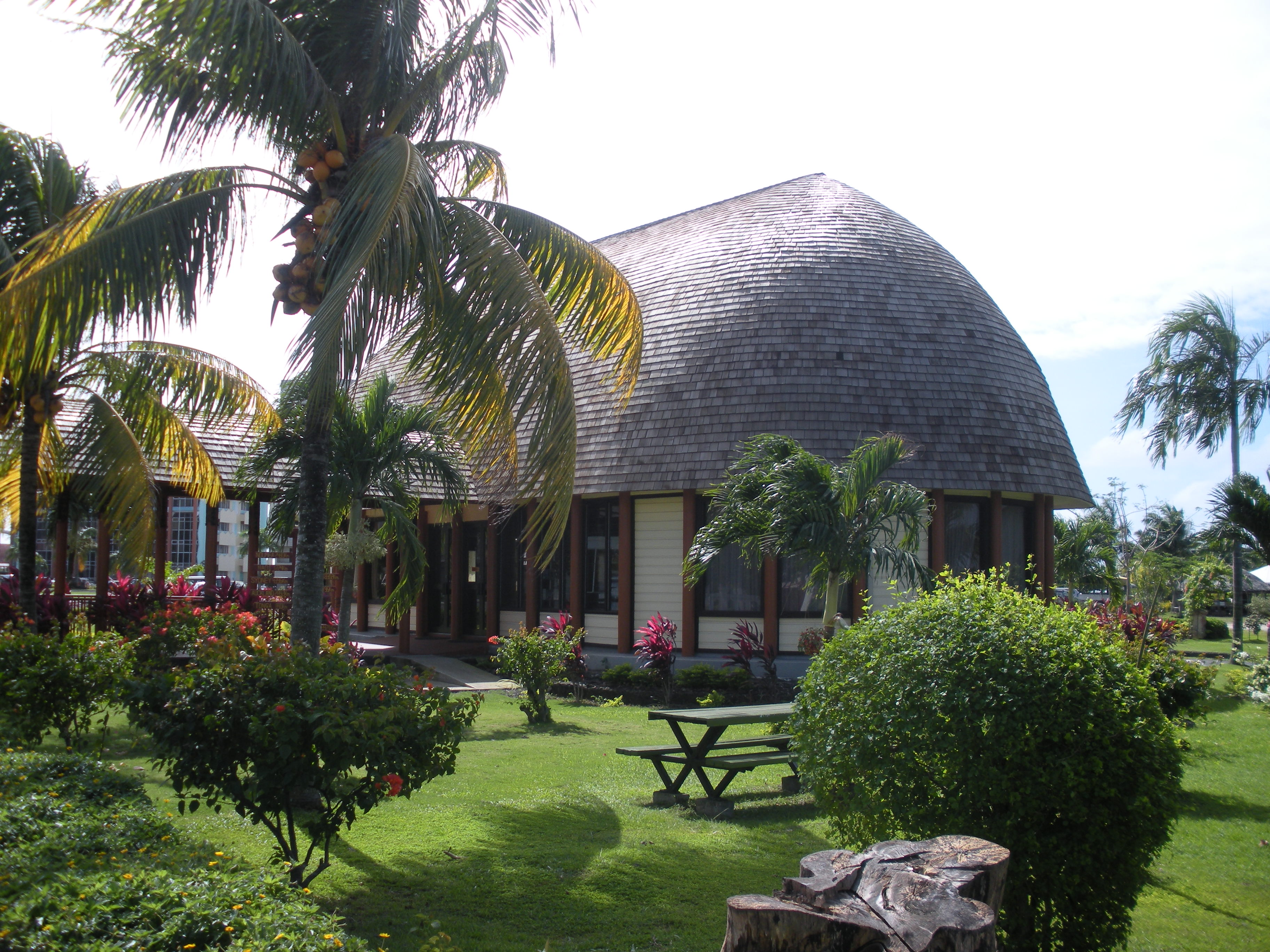
Туристический офис, с отсылкой на модель фале
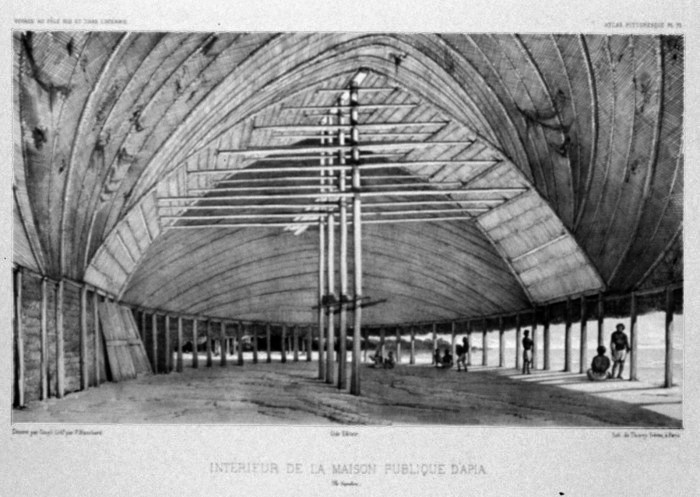
Дом собраний (фале) в Апиа, Самоа: отчёт о поездке Жюля Дюмон д'Юрвиля 1842 года
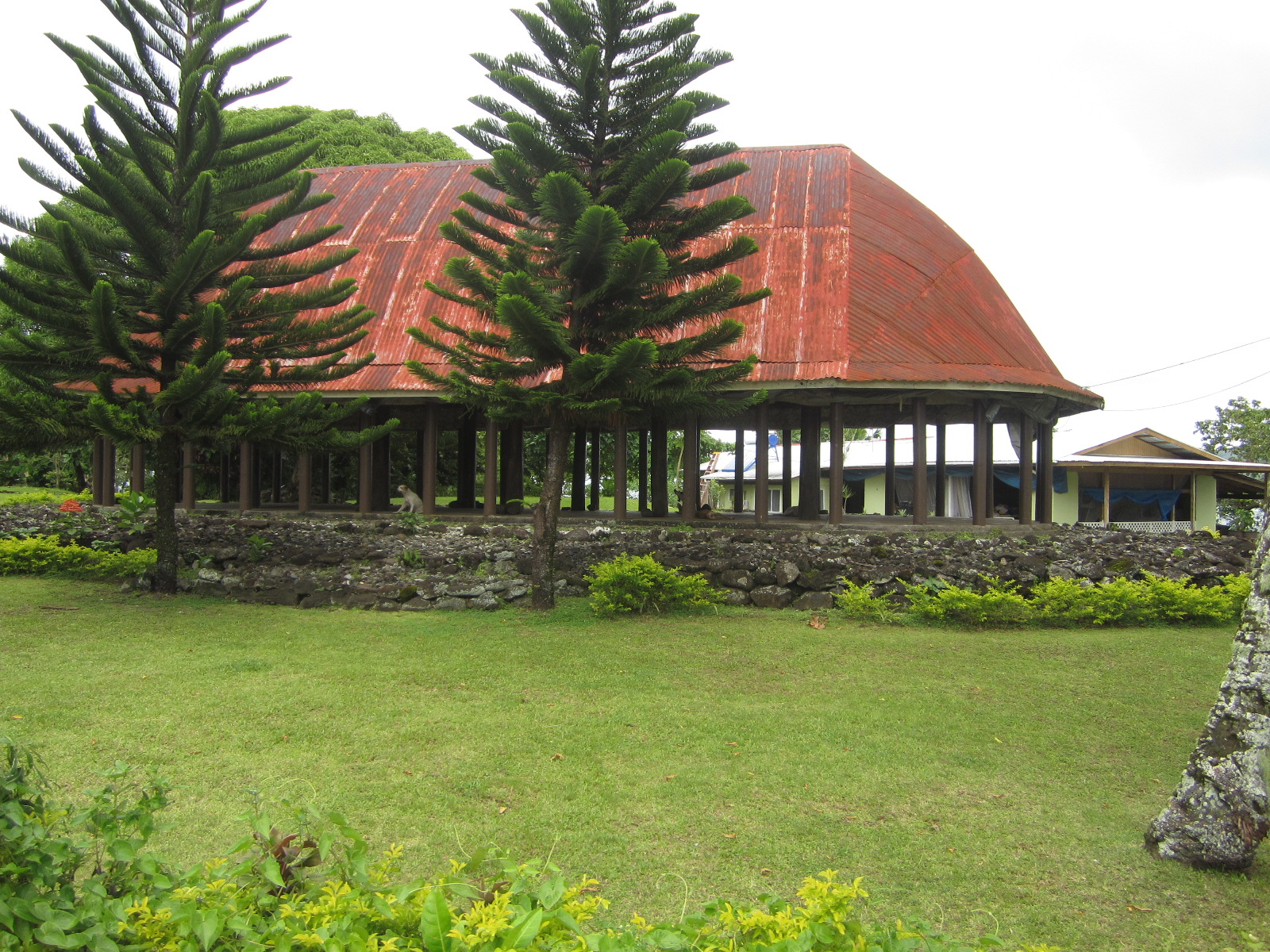
Фале в Паго-Паго, Американское Самоа
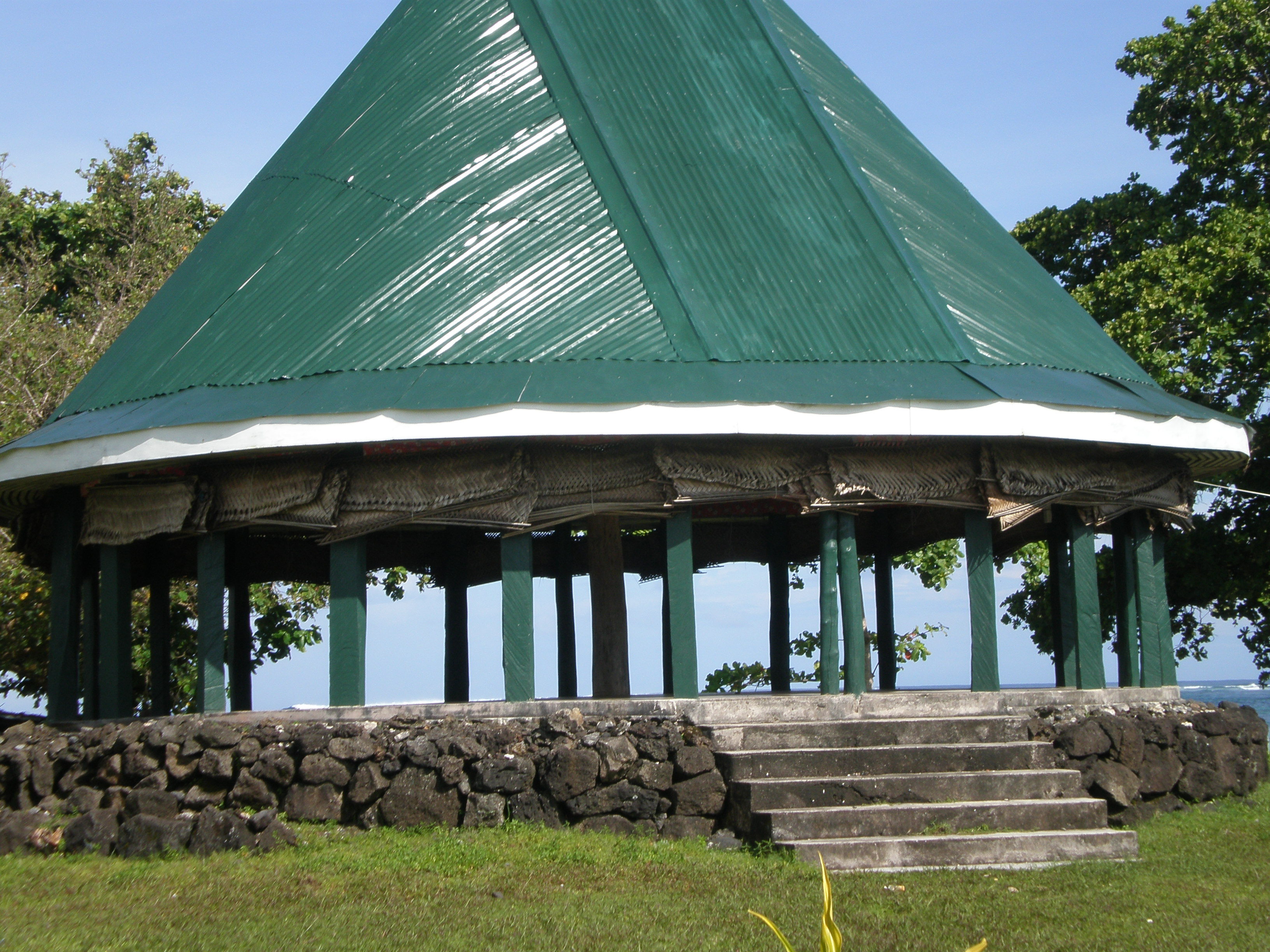
Вид фале, деревня Лелепа[англ.], Савайи

## Распространение и использование
В последнее время домики «faleo’o» часто снимают на пляже в качестве пляжного шале для туристов. Хижины «fale» распространены в деревнях, где предоставляют дополнительное хранилище или место лодок-драконов, а также используются в качестве сарая или пляжного укрытия. Как следует из названия, эти пляжные домики обычно располагаются вокруг побережья в деревнях. В Самоа сдача в аренду пляжного фале для посетителей является обычным средством обеспечения дополнительного дохода для семей.
В Самоа, в наше время, где часто также размещаются туристы, здания основаны на модели фале, только устанавливается современное оборудование внутри. Они стали популярными в туризме как малобюджетное жильё, расположенное на побережье.
Эти простые соломенные хижины самоанцев — пляжные домики, построенное с несколькими столбами без стен, — также распространены и в других частях Полинезии.

## Галерея

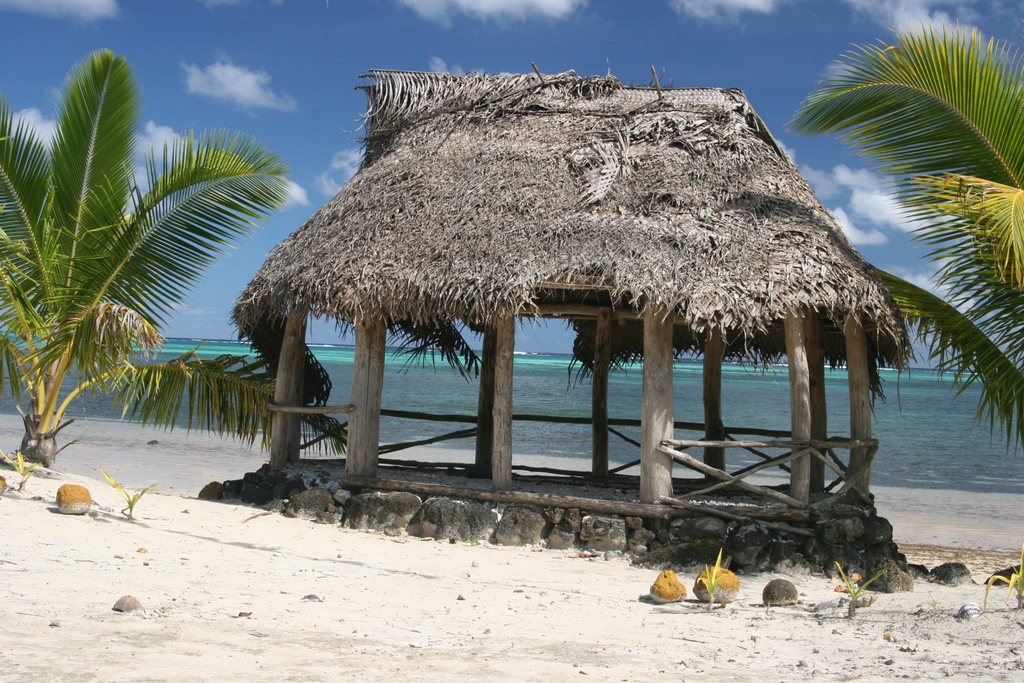
Пляжный домик на острове Маноно
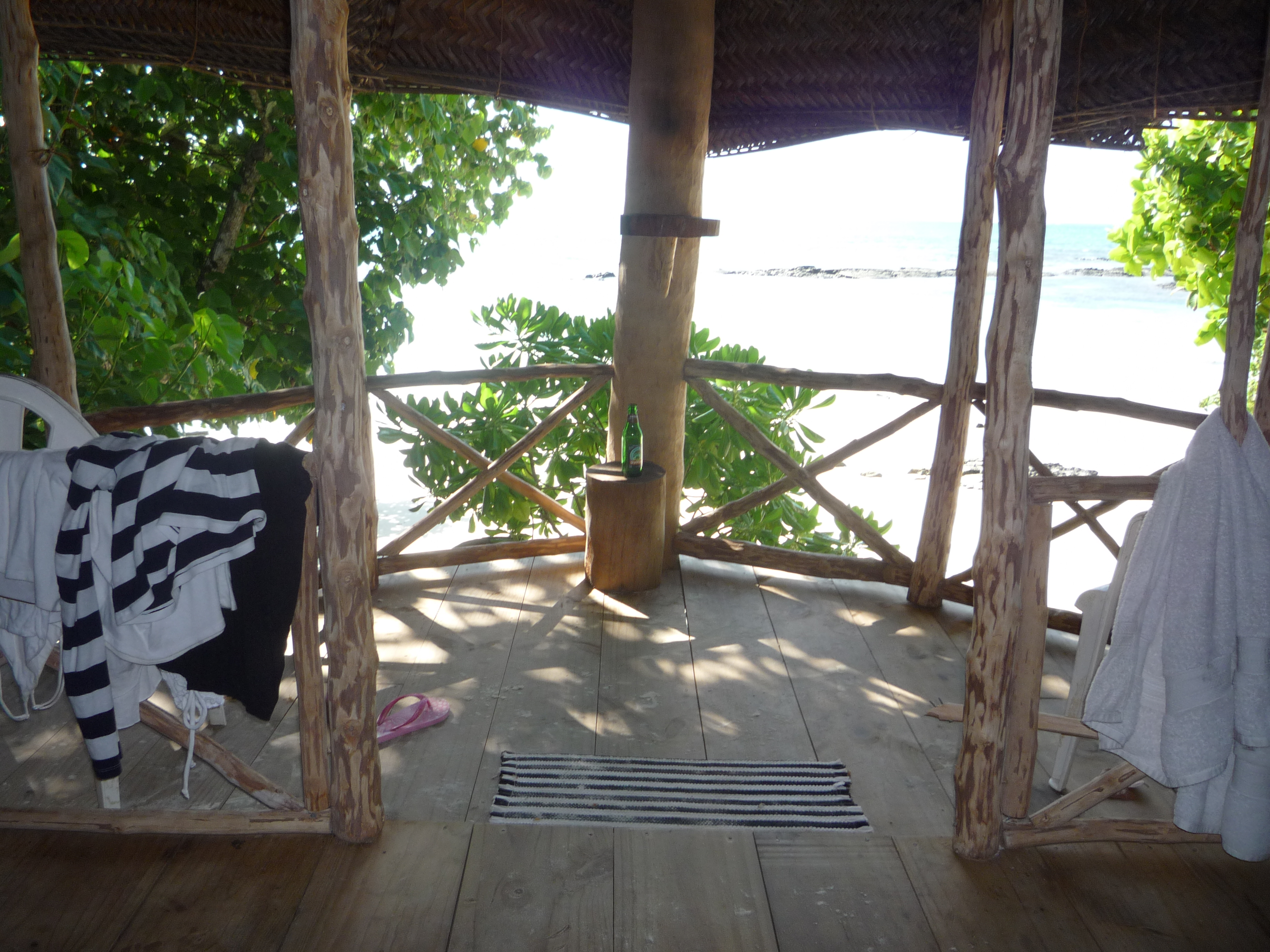
Удобства пляжного домика
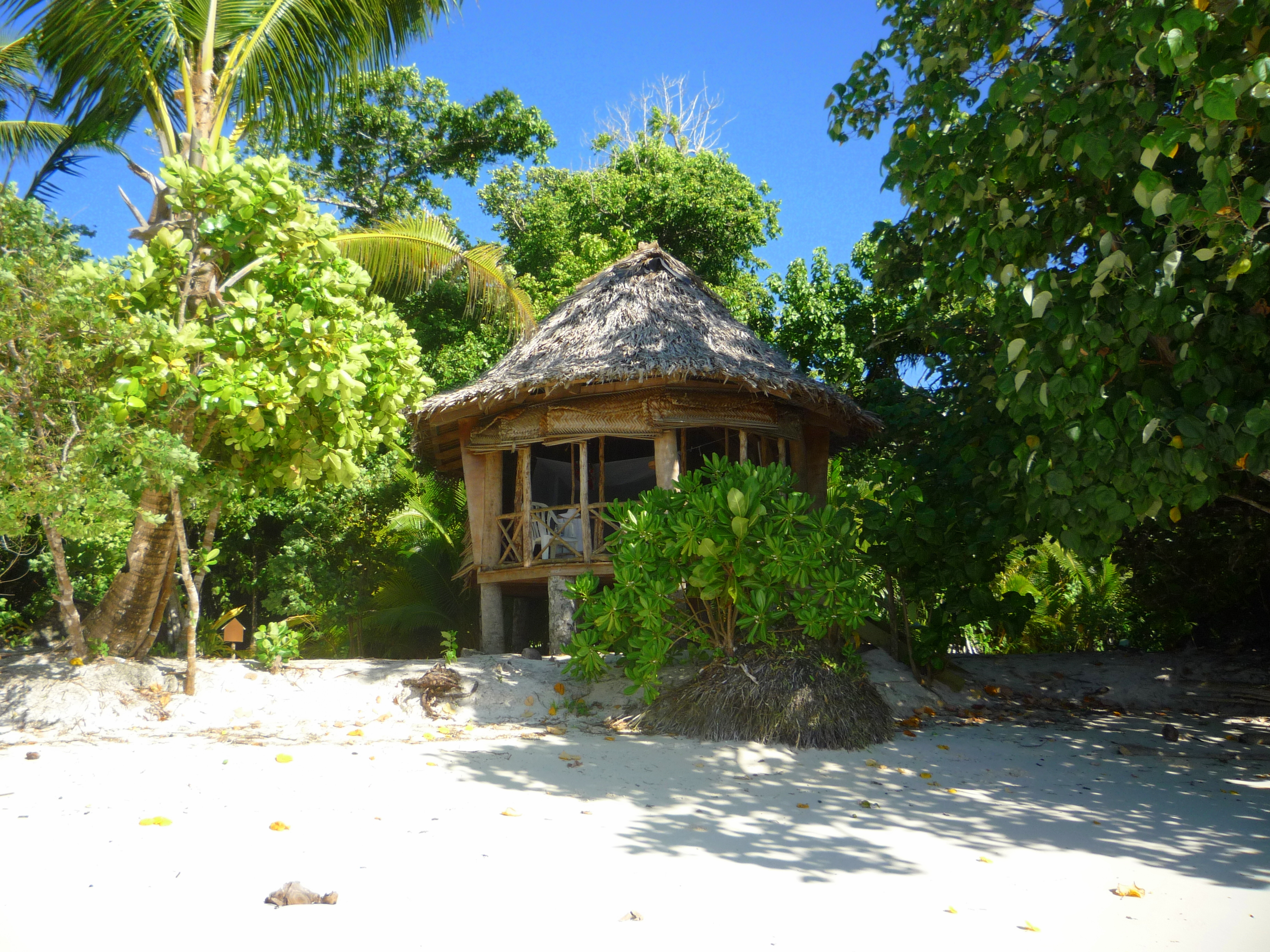
Пляжный домик Самоа, 2009
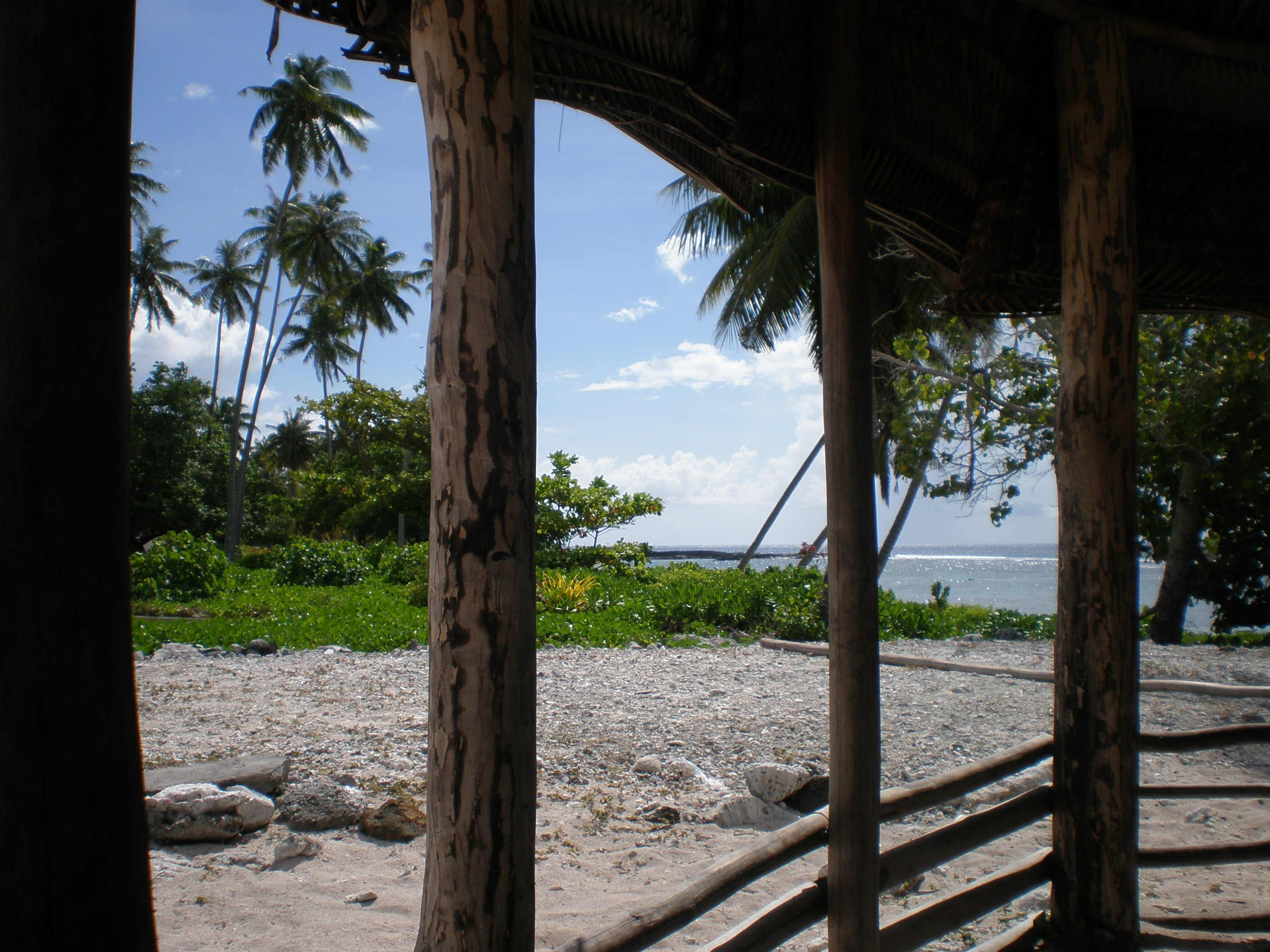
Вид с одного пляжного домика
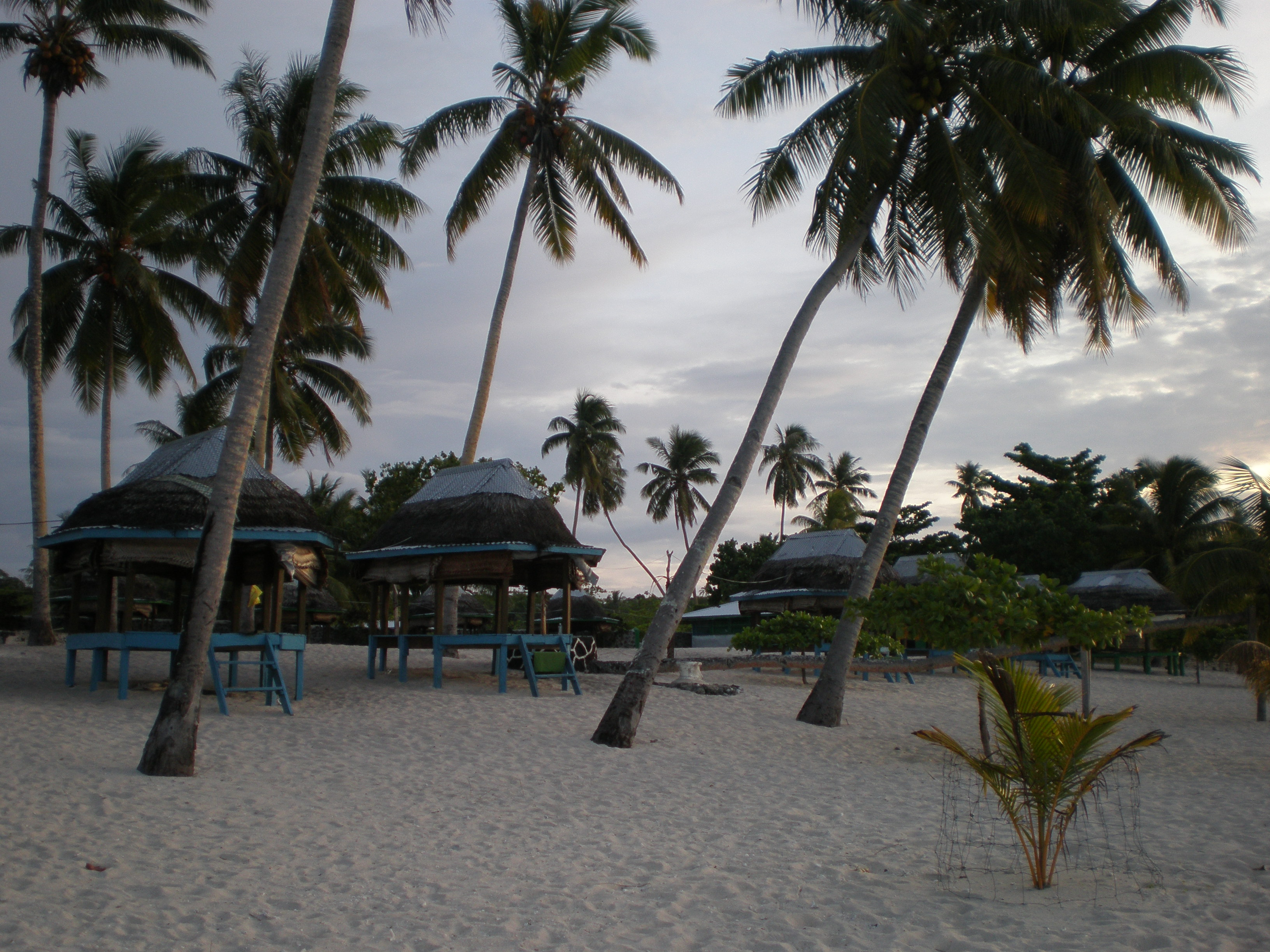
Домик на пляже Фалеалупо[англ.], Савайи